# Дубровський (роман)
«Дубро́вський» (рос. «Дубровский») — найбільш відомий розбійницький роман російською мовою, необроблений для друку (і незакінчений) твір російського письменника О. С. Пушкіна. Оповідає про любов Володимира Дубровського і Марії Троєкурової — нащадків двох ворогуючих поміщицьких родин.

## Історія створення
При створенні роману Пушкін відштовхувався від розповіді свого приятеля П. В. Нащокіна про те, як той бачив в острозі «одного білоруського небагатого дворянина, на прізвище Островський, який мав процес з сусідом за землю, був витіснений з маєтку і, залишившись з одними селянами, став грабувати, спочатку піддячих, потім й інших». В ході роботи над романом прізвище головного героя було змінене на «Дубровський». Дія відбувається у 1820-ті роки і охоплює приблизно півтора року. Подібний сюжет (два сусіди-поміщики дружать, проте потім через дріб'язковий привід стають ворогами, і один зживає зі світу іншого) був незалежно використаний М. Ю. Лермонтовим в його юнацькому незакінченому романі «Вадим», що створювалася в ті ж роки.
Назва була дана роману видавцями при першій публікації у 1841 році. У пушкінському рукописі замість назви стоїть дата початку роботи над твором: «21 жовтня 1832 року». Остання глава датована «6 лютого 1833 року».
Образи батьківщини Володимира Дубровського («Через десять хвилин в'їхав він на панський двір…» і чотири наступні речення в розділі III роману) планувалися Пушкіним для використання в передмові до «Повістей Бєлкіна», з'явилися в «Історії села Горюхіна» («Нарешті вгледів Горюхінський гай, і через десять хвилин в'їхав на панський двір…» і наступні чотири речення) і лише потім — в романі «Дубровський».

## Сюжет роману
Багатий і норовливий російський пан, відставний генерал-аншеф поміщик Кирило Петрович Троєкуров, примхам якого догоджають сусіди і при імені якого тремтять губернські чиновники, підтримує дружні стосунки зі своїм найближчим сусідом і колишнім товаришем по службі, відставним поручником, небагатим, але незалежним дворянином Андрієм Гавриловичем Дубровським. Троєкуров відрізняється жорстоким характером, часто наражаючи своїх гостей на жорстокі жарти, без попередження замикаючи їх у кімнаті з голодним ведмедем.
Через зухвалість холопа Троєкурова відбувається сварка між Дубровським і Троєкуровим, що переходить у ворожнечу між сусідами. Троєкуров підкуповує губернський суд і, користуючись своєю безкарністю, відсуджує у Дубровського його маєток Кістенівку. Старший Дубровський божеволіє в залі суду. Молодший Дубровський, Володимир, гвардійський корнет в Петербурзі, змушений покинути службу і повернутися до важко хворого батька, який невдовзі вмирає. Дубровський підпалює Кістенівку; відданий Троєкурову маєток згорає разом з судовими чиновниками, які приїхали для оформлення передачі власності. Дубровський стає розбійником на зразок Робіна Гуда, наводить жах на місцевих поміщиків, не чіпає, однак, маєтки Троєкурова. Дубровський підкуповує проїжджого вчителя-француза Дефоржа, який планує поступити на службу в сім'ю Троєкурова, і під його виглядом стає гувернером в сім'ї Троєкурова. Він піддається випробуванню з ведмедем, якого вбиває пострілом в вухо. Між Дубровським і дочкою Троєкурова, Машею, виникає кохання.
Троєкуров віддає вісімнадцятирічну Машу заміж за старого князя Верейського проти її волі. Володимир Дубровський марно намагається запобігти цьому нерівному шлюбу. Отримавши домовлений знак від Маші, він прибуває врятувати її, але надто пізно. Під час проходження весільного кортежу з церкви до маєтку Верейського озброєні люди Дубровського оточують карету князя. Дубровський говорить Маші, що вона вільна, однак та відмовляється від його допомоги, пояснюючи свою відмову тим, що вже дала клятву. Через деякий час губернська влада намагається оточити загін Дубровського, після чого він розпускає свою «банду» і ховається за кордоном від правосуддя.

## Можливе продовження
У майковському зібранні чернеток Пушкіна збереглося кілька начерків останнього, третього тому роману. Розшифровка більш пізнього варіанту: 
|  | Кн<язь> Вер<ейський> visite (закреслено) — 2 visite (закреслено). Сватання — Побачення. Лист перехоплено. Весілля, від'їзд. Команда, бій. Розпущена зграя — Життя М. К. — Смерть к. Верей<ського> — Вдова. Англієць — Гравці. Побачення — Поліцмейстер — Розв'язка — Текст надається за книгою «З паперів Пушкіна» |

Дослідники інтерпретують пушкінський задум так: після смерті Верейського Дубровський повертається в Росію, щоб возз'єднатися з Марією. Можливо, він удає з себе англійця. Однак на Дубровського надходить донос, пов'язаний з його розбійництвом, за цим слідує втручання поліцмейстера.

## Критика
У літературознавстві відзначається схожість тих чи інших ситуацій «Дубровського» з західноєвропейськими романами на подібну тему, у тому числі за авторством Вальтера Скотта. Анна Ахматова ставила «Дубровського» нижче всіх інших творів Пушкіна, вказуючи на його відповідність стандарту «бульварного» роману того часу:
«Взагалі вважається, що у П<ушкіна> немає невдач. І все-таки „Дубровський“ — невдача Пушкіна. І слава Богу, що він його не закінчив. Це було бажання заробити багато, багато грошей, щоб про них більше не думати. „Дуб<ровський>“, закінч<чений>, на той час був би чудовий „чтивом“. <…>… залишаю цілі три рядки для перерахування того, що там є спокусливого для читача»— З блокнота Анни Ахматової

## Екранізації
- «Дубровський, отаман розбійників» («Dubrowsky, der Räuber Ataman» (Німеччина, 1921)). Режисер  Петро Чардинін
- «Орел» («The Eagle») — голлівудський німий фільм з сильно зміненим сюжетом (1925); в головній ролі — Рудольф Валентіно.
- «Дубровський» — фільм радянського режисера Олександра Івановського (1936).
- «Чорний орел» — фільм італійського режисера Ріккардо Фреди (1946). У головній ролі — Россано Брацці.
- «Театр для юнацтва: Дубровський» («Le Théâtre de la jeunesse: Doubrovsky» (ТБ, Франція, 1961)). Режисер Ален Боде.
- «Що хорошого в житті» («Pa 'qué me sirve la vida» (Мексика, 1961)). Режисер Хайме Сальвадор (мюзикл за романом «Дубровський»)
- «Шляхетний розбійник Володимир Дубровський» — фільм режисера В'ячеслава Никифорова і його 4-серійна розширена телеверсія під назвою «Дубровський» (1989). У ролі Володимира Дубровського — Михайло Єфремов.
- «Дубровський» — повнометражний фільм і 5-серійна телеверсія. Дія роману перенесена до сучасної Росії. Режисер Олександр Вартанов (2014 року). У ролі Володимира Дубровського — Данило Козловський

## Опера
- «Дубровський» — опера Е. Ф. Направника.
- Перша постановка опери Едуарда Направника «Дубровський» відбулася в Петербурзі, 15 січня 1895 року, в Маріїнському театрі, під керуванням автора.
- «Дубровський» — фільм-опера Віталія Головіна (1961) за однойменною оперою Е. Ф. Направника.